# Fiordo Bowdoin
El fiordo Bowdoin es un fiordo en el norte de Groenlandia. Al sur, el fiordo se abre al golfo Inglefield de la bahía de Baffin.
Robert Peary bautizó este fiordo con el nombre de su alma mater, Bowdoin College. Fue objeto de pinturas de Frank Wilbert Stokes a finales del siglo XIX.

## Geografía
El fiordo Bowdoin corre en dirección norte-sur aproximadamente, con su desembocadura al oeste del cabo Milne y 15 km al oeste de Cabo Ackland, en la costa norte de la zona media del Golfo de Inglefield. Piulip Nunaa es la península que separa este fiordo del fiordo MacCormick al oeste y noroeste; el fiordo Bowdoin forma su costa oriental. Al este se encuentra la Tierra de Prudhoe. Hay un asentamiento inuit en la costa occidental del fiordo, aproximadamente a 3 km al norte del cabo Tyrconnel.
El glaciar Bowdoin se descarga desde la capa de hielo de Groenlandia en la cabecera del fiordo Bowdoin.
|  |  |